# Bernhard von Draschwitz
Bernhard von Draschwitz († 4. Mai 1565) war seit 1532 Domherr zu Naumburg und 1548 Rat des dortigen Bischofs. 1547 wurde er zum Domdechanten in Naumburg gewählt, er resignierte 1550. 1563 war er Senior des Naumburger Domkapitels. Kurz darauf wandte er sich nach Meißen, wo er 1564 Domdechant wurde.
Es wird vermutet, dass Bernhard von Draschwitz auch Domherr in Merseburg war. 
Bernhard von Draschwitz war letzter Besitzer des Stammgutes des gleichnamigen Adelsgeschlecht in Draschwitz. Sein Epitaph steht im Naumburger Dom, die Schriftplatte ging verloren.